# Municipio de Sherman (condado de Mason)
El municipio de Sherman (en inglés: Sherman Township) es un municipio ubicado en el condado de Mason en el estado estadounidense de Míchigan. En el año 2010 tenía una población de 1186 habitantes y una densidad poblacional de 12,62 personas por km².

## Geografía
El municipio de Sherman se encuentra ubicado en las coordenadas 44°2′25″N 86°12′48″O / 44.04028, -86.21333. Según la Oficina del Censo de los Estados Unidos, el municipio tiene una superficie total de 93.98 km², de la cual 93,84 km² corresponden a tierra firme y (0,15 %) 0,14 km² es agua.

## Demografía
Según el censo de 2010, había 1186 personas residiendo en el municipio de Sherman. La densidad de población era de 12,62 hab./km². De los 1186 habitantes, el municipio de Sherman estaba compuesto por el 94,94 % blancos, el 0,25 % eran afroamericanos, el 0,84 % eran amerindios, el 0,59 % eran asiáticos, el 0,42 % eran de otras razas y el 2,95 % eran de una mezcla de razas. Del total de la población el 2,87 % eran hispanos o latinos de cualquier raza.